# Senior League World Series 2002
Die Senior League World Series 2002 war die 42. Austragung der Senior League Baseball World Series, einem internationalen Baseballturnier für Knaben zwischen 13 und 16 Jahren. Gespielt wurde in Bangor, Maine.

## Teilnehmer
Die Region Südwest hatte sich von der Region Süd abgespalten und entsandte eine eigene Mannschaft. Die Region Ferner Osten hat sich in Region Asien-Pazifik umbenannt.
Die zehn Mannschaften bildeten eine Gruppe aus sechs Mannschaften aus den Vereinigten Staaten und eine Gruppe aus vier internationalen Mannschaften.
| Vereinigte Staaten                    | International                            |
| ------------------------------------- | ---------------------------------------- |
| Bangor, Maine Gastgeber               | Philippinen Region Asien-Pazifik         |
| South Vineland, New Jersey Region Ost | Moskau, Russland Region Europa           |
| Boynton Beach, Florida Region Süd     | LaSalle, Ontario Region Kanada           |
| Houston, Texas Region Südwest         | Willemstad, Curaçao Region Lateinamerika |
| San Pedro, Kalifornien Region West    |                                          |
| South Bend, Indiana Region Zentral    |                                          |

## Ergebnisse
Die Teams wurden in zwei Gruppen eingeteilt. Jeder spielte gegen Jeden in seiner Gruppe, die beiden Ersten spielten gegeneinander den Finalplatz aus.

### Vorrunde

#### Gruppe A
| Platz | Region    | W | L | %     |
| ----- | --------- | - | - | ----- |
| 1.    | West      | 3 | 1 | 0.750 |
| 2.    | Süd       | 3 | 1 | 0.750 |
| 3.    | Kanada    | 2 | 2 | 0.500 |
| 4.    | Europa    | 1 | 3 | 0.250 |
| 5.    | Gastgeber | 1 | 3 | 0.250 |

| Datum      | Zeit  | Stadion           | Begegnung | Begegnung | Begegnung | Ergebnis |
| ---------- | ----- | ----------------- | --------- | --------- | --------- | -------- |
| 11. August | 15:30 | Mansfield Stadium | Süd       | –         | West      | 1:7      |
| 11. August | 20:30 | Mansfield Stadium | Kanada    | –         | Gastgeber | 1:0      |
| 12. August | 10:00 | Mansfield Stadium | West      | –         | Europa    | 6:1      |
| 12. August | 17:00 | Mansfield Stadium | Kanada    | –         | Süd       | 10:12    |
| 13. August | 13:00 | Mansfield Stadium | Europa    | –         | Kanada    | 3:8      |
| 13. August | 20:00 | Mansfield Stadium | Gastgeber | –         | Süd       | 4:10     |
| 14. August | 10:00 | Mansfield Stadium | West      | –         | Kanada    | 5:1      |
| 14. August | 17:00 | Mansfield Stadium | Europa    | –         | Gastgeber | 10:8     |
| 15. August | 10:00 | Mansfield Stadium | Süd       | –         | Europa    | 11:0     |
| 15. August | 17:00 | Mansfield Stadium | Gastgeber | –         | West      | 7:3      |

#### Gruppe B
| Platz | Region        | W | L | %     |
| ----- | ------------- | - | - | ----- |
| 1.    | Südwest       | 3 | 1 | 0.750 |
| 2.    | Lateinamerika | 3 | 1 | 0.750 |
| 3.    | Zentral       | 2 | 2 | 0.500 |
| 4.    | Ost           | 2 | 2 | 0.500 |
| 5.    | Asien-Pazifik | 0 | 4 | 0.000 |

| Datum      | Zeit  | Stadion           | Begegnung     | Begegnung | Begegnung     | Ergebnis |
| ---------- | ----- | ----------------- | ------------- | --------- | ------------- | -------- |
| 11. August | 13:00 | Mansfield Stadium | Ost           | –         | Zentral       | 7:11     |
| 11. August | 18:00 | Mansfield Stadium | Südwest       | –         | Asien-Pazifik | 15:1     |
| 12. August | 13:00 | Mansfield Stadium | Südwest       | –         | Lateinamerika | 11:5     |
| 12. August | 20:00 | Mansfield Stadium | Asien-Pazifik | –         | Ost           | 1:22     |
| 13. August | 10:00 | Mansfield Stadium | Zentral       | –         | Lateinamerika | 8:9      |
| 13. August | 17:00 | Mansfield Stadium | Ost           | –         | Südwest       | 5:2      |
| 14. August | 13:00 | Mansfield Stadium | Lateinamerika | –         | Asien-Pazifik | 25:0     |
| 14. August | 20:00 | Mansfield Stadium | Zentral       | –         | Südwest       | 0:8      |
| 15. August | 13:00 | Mansfield Stadium | Asien-Pazifik | –         | Zentral       | 8:17     |
| 15. August | 20:00 | Mansfield Stadium | Lateinamerika | –         | Ost           | 6:2      |

### Finalrunde
|  | Halbfinale       | Halbfinale |                  |        | Weltmeisterschaft | Weltmeisterschaft |
|  |                  |            |                  |        |                   |                   |
|  | 16. August       |            |                  |        |                   |                   |
|  | B2 Lateinamerika | 8          |                  |        |                   |                   |
|  | A1 West          | 2          |                  |        | 17. August        | 17. August        |
|  |                  |            | B2 Lateinamerika | 8      |                   |                   |
|  | 16. August       | 16. August |                  | A2 Süd | 4                 |                   |
|  | A2 Süd           | 14         |                  |        |                   |                   |
|  | B1 Südwest       | 11         |                  |        |                   |                   |
|  |                  |            |                  |        |                   |                   |

## Weblink
- Offizielle Webseite der Senior League World Series